# Викерс 177
Викерс 177 (енгл. Vickers 177) је британски ловачки авион који је производила фирма Викерс (енгл. Vickers). Први лет авиона је извршен 1929. године. 

Највећа брзина у хоризонталном лету је износила 306 km/h. Размах крила је био 10,44 метара а дужина 8,38 метара. Био је наоружан са два митраљеза калибра 7,7 милиметара Викерс.

## Наоружање
| Наоружање авиона: Викерс 177   |     |
| Ватрено (стрељачко) наоружање  |     |
| Топ                            |     |
| Митраљез                       |     |
| Број и ознака митраљеза        | 2   |
| Калибар                        | 7,7 |
| Бомбардерско наоружање (бомбе) |     |
| Ракетно наоружање (ракете)     |     |